# 21542 Kennajeannet
A 21542 Kennajeannet (ideiglenes jelöléssel 1998 QA22) a Naprendszer kisbolygóövében található aszteroida. A LINEAR projekt keretében fedezték fel 1998. augusztus 17-én.